# Escape from Planet Monday
Escape from Planet Monday è il primo album in studio del musicista britannico DJ Fresh, pubblicato il 22 maggio 2006 dalla Breakbeat Kaos.

## Tracce
Testi e musiche di Dan Stein, eccetto dove indicato.
1. Nervous (feat. Mary Byker (Apollo 440)) – 5:16 (Dan Stein, Ian Hoxley)
2. The Pink Panther – 4:14
3. All That Jazz (feat. MC Darrison) – 2:58 (Dan Stein, Daniel Harrison)
4. Babylon Rising (feat. Pendulum and Singing Fats) – 5:54 (Dan Stein, Rob Swire, W. Spencer)
5. Closer (feat. DJ Fresh vs DJ Shadow feat. Sally Drury and MC Darrison) – 6:51 (Dan Stein, Sally Drury, Daniel Harrison)
6. X Project (Intro) – 1:22
7. X Project – 5:12
8. The Immortal – 6:56
9. Submarines (Domestic Cold War Edit) – 5:40
10. Funk Academy (Intro) – 0:58
11. Funk Academy – 5:31
12. The Looking Glass – 1:48
13. All Strung Out (Thunder VIP) – 5:51
14. Throw (Intro) – 0:18
15. Throw (feat. Neil Tennant) – 9:43

## Formazione
Musicisti
- DJ Fresh – voce (tracce 8, 9, 11 e 15), arrangiamento
- Mary Byker (Apollo 440) – voce (traccia 1)
- Perry ap Gwennyd – chitarra (tracce 1 e 15)
- Nathan Haines – flauto (traccia 2)
- MC Darrison – rapping (tracce 3 e 5)
- Valerie Benavides – voce aggiuntiva (traccia 3)
- Singing Fats – voce (traccia 4)
- Sally Drury – voce (traccia 5)
- Richard A. Thomas – sassofono (traccia 5)
- Jeremy Beadle – voce parlata (traccia 12)
- Nu:Tone – pianoforte (traccia 12)
- Neil Tennant – voce (traccia 15)

Produzione
- DJ Fresh – produzione, missaggio (eccetto traccia 1)
- Rob Swire – missaggio (tracce 1 e 4), produzione e arrangiamento (traccia 4)
- DJ Shadow – produzione aggiuntiva (traccia 5)